# Dominic Serventy
Dominic Louis Serventy (* 28. März 1904 in Kalgoorlie, Western Australia; † 8. August 1988 in Perth, Western Australia) war ein australischer Ornithologe und Naturschützer. Er interessierte sich für alle Aspekte der Ornithologie, von der Biogeographie und Artbildung über die Brutzeit bis hin zur allgemeinen Biologie und er hatte einen langfristigen Einfluss auf den Vogelschutz.

## Leben
Serventy war das älteste von acht Kindern von Vincent (Victor) und Antica (Annie) Serventy, geborene Gabelich. Seine Eltern waren Einwanderer aus Kroatien. Serventy besuchte die Grundschulen in Armadale und Gosnells sowie die Perth Boys’ School und die Perth Modern School in Perth. Er verbrachte einen Großteil seiner Kindheit und Jugend in Maddington. Seine ersten beruflichen Erfahrungen machte er als Journalist, zuerst bei der Australian United Press und dann bei der Tageszeitung The West Australian.
Eine frühe Freundschaft mit Ludwig Glauert, dem damaligen Direktor des Western Australian Museum, brachte ihn dazu, Ornithologe zu werden. Otto Lipfert, der Präparator des Museums, lehrte ihn die Herstellung von Vogelhäuten. Mit mehreren führenden Naturforschern gründete er 1924 den Western Australian Naturalists’ Club, wo er als erster Sekretär und Schatzmeister fungierte und den er nach dem Zweiten Weltkrieg mit seinem Bruder Vincent und seiner Schwester Lucy erneuerte. In den Jahren 1926 bis 1931 war er Generalsekretär der Royal Australasian Ornithologists Union.
Serventy, der sich 1928 Teilzeit an der University of Western Australia einschrieb, erwarb 1931 den Bachelor of Science in Zoologie mit erstklassigen Auszeichnungen. 1931 erhielt er ein 1851 Exhibition Scholarship, ein Stipendium, das es ihm ermöglichte am Gonville and Caius College in Cambridge zu studieren, wo er 1933 mit einer Dissertation über wirbellose Meerestiere zum Ph.D. promoviert wurde. Im März 1934 heiratete er in der römisch-katholischen Church of Our Lady and the English Martyrs in Cambridge die deutschstämmige Gertrude Lange. Anschließend kehrte er nach Perth zurück, wo er Assistenz-Lecturer in Zoologie an der University of Western Australia wurde.
1937 wurde Serventy wissenschaftlicher Mitarbeiter beim Council for Scientific and Industrial Research (CSIR, Vorläufer der Commonwealth Scientific and Industrial Research Organisation), Abteilung Fischerei, in Cronulla, New South Wales. Er besuchte Meereslabore in Europa und in den Vereinigten Staaten, wobei er sich auf Thunfische und andere Meeresfische konzentrierte. Diese Besuche gaben ihm auch die Möglichkeit, neue ornithologische Kontakte zu knüpfen, darunter mit Gregory Mathews, mit dem er viele Exkursionen unternahm. 1941 veröffentlichte Serventy die Broschüre  The Australian Thunas (1941), die dazu bestimmt war, Fischer und die Konservenindustrie über die Forschung der Abteilung zu informieren. Er verfasste auch wissenschaftliche Artikel über Thunfische im Journal of the Council for Scientific and Industrial Research und in anderen Fachzeitschriften. 1939 stellte er einen Zusammenhang zwischen der Anzahl der Sturmtaucher und der Aktivität des Südlichen Blauflossen-Thunfisches fest. Als die Abteilung für Fischerei des Council for Scientific and Industrial Research 1943 nach Perth verlegt wurde, richtete er dort ein Labor ein und begann mit der Forschung in westaustralischen Gewässern. 1947 studierte er die Kolonien der Kurzschwanz-Sturmtaucher (Puffinus tenuirostris) in der Bass Strait, als Reaktion auf Beschwerden von örtlichen Vogel- und Eiersammlern, dass der Bestand rückläufig sei. Von 1951 bis 1969 war Serventy Einsatzleiter bei der Wildlife Survey Section der Commonwealth Scientific and Industrial Research Organisation. Er richtete Wildtierlabore in Nedlands und später im Helena Valley ein. In dieser Zeit hatte er Kontakt zu zahlreichen namhaften Ornithologen, darunter Klaus Immelmann, Donald S. Farner, Mary Gillham, Pat Hall sowie anderen Mitgliedern der Harold-Hall-Expeditionen. Er gründete die Forschungsstation Yolla auf Fisher Island und führte für die nächsten 30 Jahre Studien über die Populationsbiologie des Kurzschwanz-Sturmtauchers durch. Ferner unternahm er halbjährliche Reisen (von November bis Dezember und von Februar bis März) nach Flinders Island, wobei er Tausende von Sturmtauchern, im Rahmen einer 20 Jahre andauernden biologischen Studie, einzeln beringte. Diese Arbeit enthält detaillierte Daten über Fortpflanzung, Populationsdynamik, Wanderungen, Lebenserwartung, Verhalten und Ernährung der Röhrennasen. Die Beringungsdaten erreichten auch das Ziel, Fangquoten für das kommerzielle Sammeln von Jungvögeln zu bestimmen.
Serventy beschrieb 1943 die Unterart Puffinus assimilis haurakiensis des Zwergsturmtauchers. Er fertigte umfangreiche Sätze von Vogelverbreitungskarten an und veröffentlichte in Zusammenarbeit mit Hubert Massey Whittell das Werk Birds of Western Australia, von dem zwischen 1948 und 1976 fünf Auflagen erschienen. 1971 gab er mit Vincent Serventy und John Warham das Handbook of Australian Seabirds heraus.
Serventy war in vielen Gesellschaften aktiv, insbesondere im Western Australian Naturalists’ Club, dessen Zeitschrift The Western Australian Naturalist er von 1947 bis 1980 herausgab. Von Anfang an inspirierte und ermutigte er Feldornithologen, Forschungsprojekte zu entwickeln, über die in dieser Zeitschrift berichtet wurde. Von 1947 bis 1949 war er Präsident der Royal Australasian Ornithologists Union, die ihn 1952 zum Fellow wählte. Er war korrespondierendes Mitglied der British Ornithologists’ Union, der Deutschen Ornithologen-Gesellschaft, der South African Ornithological Society, der Aves Argentinas-Asociación Ornitológica del Plata (Argentinien), der American Ornithologists’ Union und der Société ornithologique de France. Von 1966 bis 1978 war er Mitglied im ständigen Exekutivkomitee des International Ornithological Congress.

## Ehrungen und Dedikationsnamen
Serventy erhielt 1956 die Australian Natural History Medallion von der Royal Society of Victoria, 1970 die Royal Society of Tasmania Medal und 1979 die Royal Society of Western Australia Medal. 1970 wurde er Ehrenmitglied der American Ornithologists’ Union. 1972 wurde er von Prinz Bernhard der Niederlande mit dem Orden der Goldenen Arche in der Klasse Ritter geehrt. 1991 stiftete die Royal Australasian Ornithologists Union (heute Birdlife Australia) die D. L. Serventy Medal, die für ein herausragendes Werk über die australasiatische Avifauna verliehen wird.
Dominic Serventy wird im wissenschaftlichen Namen der australischen Skinkart Ctenotus serventyi geehrt. Das Artepitheton der ausgestorbenen Kormoranart Microcarbo serventyorum, die 1994 von Gerard Frederick van Tets erstbeschrieben wurde, bezieht sich auf Dominic und seinen Bruder Vincent.